# Stazione di Bianzè
La stazione di Bianzè è una stazione ferroviaria della linea Torino-Milano al servizio dell'omonimo comune, costituendo inoltre un punto d'interconnessione con la linea ad alta velocità verso Torino.

## Storia
L'impianto risulta attivato dal 20 ottobre 1856, in concomitanza all'attivazione del tronco Torino-Novara.
A seguito della statizzazione delle ferrovie, tra il 1905 e il 1906, la linea venne incorporata nella rete statale e l'esercizio degli impianti fu assunto dalle Ferrovie dello Stato.
Dal 2001 la gestione dell'intera linea, e con essa quella della fermata di Bianzè, passò in carico a Rete Ferroviaria Italiana la quale ai fini commerciali classifica l'impianto nella categoria "Bronze".

## Strutture ed impianti
La stazione è dotata dei 2 binari di corsa, muniti di deviatoi da 100 km/h in entrambe le direzioni, che consentono il movimento verso il raccordo d'interconnessione con l'alta velocità, posto in direzione Torino. La circolazione sui due binari è basata sul senso di marcia dei treni. Sul primo binario circolano i treni in senso di marcia verso Torino e sul secondo quelli verso Milano.
Il fabbricato viaggiatori della stazione si dispone su due piani.

## Movimento
La stazione è servita da treni regionali della tratta Novara-Ivrea svolti da Trenitalia nell'ambito del contratto di servizio stipulato con la Regione Piemonte.